# Hypsirhynchus ater
Hypsirhynchus ater е вид змия от семейство Смокообразни (Colubridae). Видът е критично застрашен от изчезване.

## Разпространение
Разпространен е в Ямайка.